# Parapotamos
Parapotamos (in greco Παραπόταμος?, in albanese Varfaj) è una località della Grecia nella periferia dell'Epiro (unità periferica della Tesprozia) con 1 668 abitanti secondo i dati del censimento 2001.
Un tempo amministrativamente autonomo come comune, è stato soppresso a seguito della riforma amministrativa, detta Programma Callicrate, in vigore dal gennaio 2011 ed è ora compreso nel comune di Igoumenitsa.